# Tesserakt

En tvådimensionell illustration av tesserakt.

En tesserakt, eller 8-cell är en tänkt fyrdimensionell kropp och en av sex regelbundna fyrdimensionella polytoper. Det är den fyrdimensionella representationen av en hyperkub. Tesserakten är ett objekt som är analogen till den tvådimensionella kvadraten och den tredimensionella kuben, det vill säga alla kanter är lika långa, och vinkeln mellan två godtyckliga sidor eller kanter är 90°.
En tesserakt kan visualiseras i tre dimensioner på motsvarande sätt som en tredimensionell kan visualiseras i ett tvådimensionellt plan.
Tesserakten har 8 kuber som sidokroppar, 24 kvadrater som sidor, 32 kanter och 16 fyrtaliga hörn.

## Att skapa en tesserakt

En tvådimensionell avbild av skapandet av en tesserakt.

Alla hyperkuber kan skapas på följande sätt:
- 1 dimension: två punkter A och B kan bindas samman till en linje AB.
- 2 dimensioner: två linjer AB och CD kan bindas samman till en kvadrat ABCD.
- 3 dimensioner: två kvadrater ABCD och EFGH kan bindas samman till en kub ABCDEFGH.
- 4 dimensioner: två kuber ABCDEFGH och IJKLMNOP kan bindas samman till en tesserakt ABCDEFGHIJKLMNOP.

I samtliga steg är de nya linjerna som skapas alltid vinkelräta mot de gamla, fast i en ny dimension.